# 1958 في الأرجنتين
فيما يلي قوائم الأحداث التي وقعت خلال عام 1958 في الأرجنتين.

## سياسة

### تعيين في المنصب
- 31 مارس – خوسيه ماريا غيدو عضو مجلس الشيوخ الأرجنتيني.
- 1 مايو – آرتورو فرونديزي رئيس الأرجنتين.

### انتهاء فترة المنصب
- 1 مايو – بيدرو أوخينيو أرامبورو رئيس الأرجنتين.

## رياضة
- 19 يناير – جائزة الأرجنتين الكبرى 1958 الفائز ستيرلنغ موس.

## أفلام
من الأفلام التي صدرت هذه السنة في الأرجنتين:
- 1 يناير – في الظلام الحارق من إخراج Daniel Tinayre [الإنجليزية]‏.

## مواليد

### يناير
- 1 يناير – لوسيو غودوي موسيقي أرجنتيني.
- 9 يناير – خوليو حلاق
- 26 يناير – إدغاردو باوزا مدرب، ولاعب كرة قدم أرجنتيني.

### فبراير
- 10 فبراير – ريكاردو غاريكا مدرب، ولاعب كرة قدم أرجنتيني.
- 10 فبراير – غوستافو بالاس ملاكم أرجنتيني.

### أغسطس
- 12 أغسطس – حاييم جيلين سياسي إسرائيلي.
- 16 أغسطس – خوسيه لويس كليرك لاعب كرة مضرب أرجنتيني.
- 22 أغسطس – ميغيل كورتيخو لاعب كرة سلة أرجنتيني.

### أكتوبر
- 18 أكتوبر – خوليو اولرتيكوكييا لاعب كرة قدم أرجنتيني.

### نوفمبر
- 18 نوفمبر – سيرجيو عمر ألميرون لاعب كرة قدم أرجنتيني.

## وفيات

### سبتمبر
- 21 سبتمبر – فرانشيسكو أولازار (مواليد 1885) لاعب كرة قدم أرجنتيني.